# Carei
Carei là một đô thị thuộc hạt Satu Mare, România. Dân số thời điểm năm 2002 là 23268 người.